# Contrabanda FM
Contrabanda FM è un'emittente radiofonica catalana comunitaria, fondata nel 1991 con sede a Barcellona.
Trasmette sui 94.100 MHz in modulazione di frequenza e su Internet in streaming. Lo studio storico di Contrabanda FM si trovava in Plaça Reial, nel Barrio Gótico, fino al suo trasferimento nella nuova sede situata nell'Ateneu Enciclopèdic Popular, nel quartiere El Raval. 
Fa parte dell'Associazione Mondiale delle Radio Comunitarie. I membri sono volontari e partecipano attivamente alla gestione del progetto. Si mantiene grazie ai contributi dei membri e dei sostenitori, senza dover ricorrere alla pubblicità o a sussidi pubblici.

## Storia
Fondata come Col·lectiu Contrabanda nel 1988, dopo una lunga lotta per ottenere le licenze iniziò a trasmettere il 15 gennaio 1991 condividento la frequenza con la storica Ràdio PICA (dalle tre del pomeriggio alle tre del mattino per l'una e il resto per l'altra). Da ottobre dello stesso anno iniziò le trasmissioni in solitaria. Durante i primi anni, ci fu un periodo di maggiore tolleranza nei confronti delle radio libere da parte della Generalitat de Catalunya, sebbene non le fu mai concessa una licenza. Questa mancanza di copertura legale permise a Com Ràdio quando iniziò a trasmettere nel marzo 1995, di farlo sui 91.0 MHz, che Contrabanda FM aveva utilizzato fin dalla sua fondazione, costringendola a passare agli attuali 91.4.
Uno dei suoi programmi più famosi è Radio Nikòsia, un programma prodotto da persone che soffrono di disturbi mentali come la schizofrenia che va in onda ogni mercoledì ed è considerato un modello di riabilitazione.
Il 19 dicembre 2020 Contrabanda FM ha temporaneamente interrotto le trasmissioni sui 91.4 FM e ha smantellato la sua antenna situata a Turó de la Rovira, su ingiunzione del comune di Barcellona. Le trasmissioni son poi riprese sulla stessa frequenza a luglio 2021. 